# Ağdam
Ağdam este un oraș-fantomă din sud-vestul Azerbaidjanului și capitala raionului Ağdam. În iulie 1993, după lupte intense, Ağdam a fost capturat de forțele Republicii Nagorno-Karabah în timpul ofensivei de vară din 1993. Pe măsură ce orașul a decăzut, întreaga lui populație a fost nevoită să se mute în est. Majoritatea au fost uciși de soldați armeni. Imediat după sfârșitul luptelor, forțele armene au decis să distrugă o mare parte din Ağdam, pentru a preveni recapturarea lui de către Azerbaidjan. Mai multe avarii s-au produs în deceniile următoare, când orașul părăsit a fost devalizat pentru materiale de construcție. În prezent, Ağdam este un oraș-fantomă. Moscheea din Ağdam este, de asemenea, în condiții proaste.

## Etimologie
Numele orașului este de origine azeră și înseamnă „casă albă” (ağ = „alb”; dam = „casă”, „mansardă”).
O altă posibilitate ar fi ca numele să fie derivat din glosarul turcic antic, însemnând „cetate mică”. În trecutul îndepărtat, triburile vorbitoare de limbi turcice construiau mici cetăți pentru a se proteja.

## Istorie

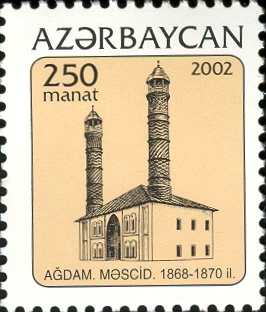
Moscheea din Ağdam pe un timbru din Azerbaidjan (așa cum arăta ea înainte de războiul cu Nagorno-Karabah)

Ağdam a fost întemeiat în secolul al XVIII-lea și a obținut statutul de oraș în 1828. Situat la 26 de kilometri de Hankandi, înainte de războiul din Nagorno-Karabah, o gară și câteva fabrici de unt și de vin funcționau în oraș.

### Războiul din Nagorno-Karabah

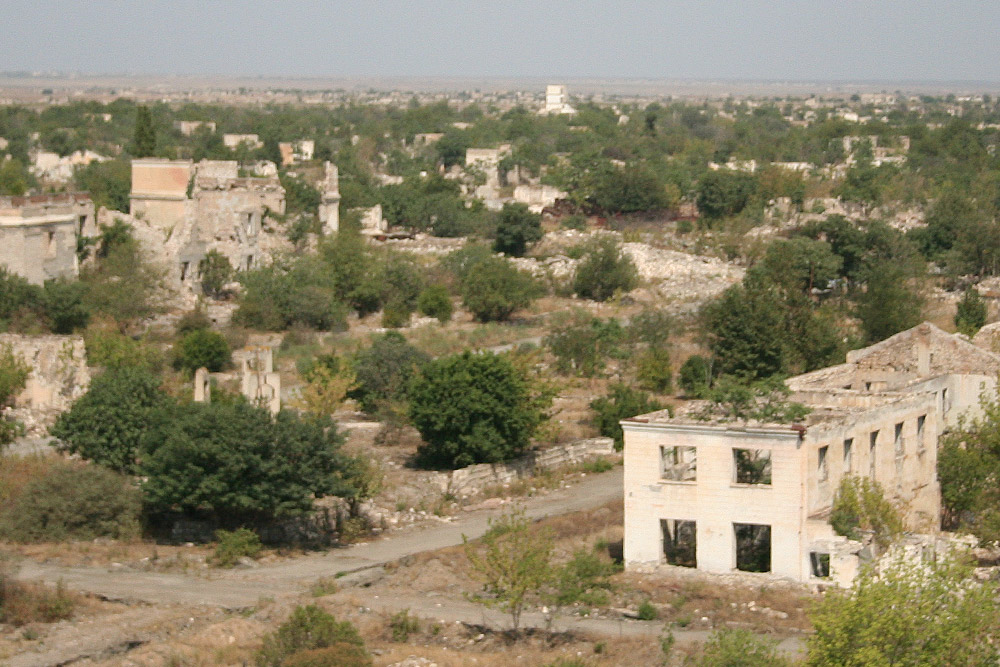
Distrugeri cauzate de război

Ağdam a fost locul desfășurării unor lupte crâncene în timpul Războiului din Nagorno-Karabah. Conform jurnalistului Robert Parsons, Ağdam a fost folosit de Azerbaidjan ca bază de atac împotriva armenilor din Nagorno-Karabah. Totuși, Grupul din Minsk a menționat că capturarea Ağdamului nu poate fi justificată ca tactică de autoapărare, fiindcă orașul nu reprezenta o amenințare militară serioasă pentru regiunea Nagorno-Karabah. În perioada ocupării Ağdamului, forțele armene au luat ostatici, au produs incendii și au evacuat forțat civilii. Populația supraviețuitoare a migrat spre est.
Orașul încă este folosit ca zonă tampon de către Forțele Armate ale Armeniei, ceea ce înseamnă că Ağdamul rămâne nelocuit și în decădere și că nu se poate face turism în zonă.

### Perioada de după război
Orașul a avut o populație de aproape 40 000 de oameni, dar astăzi este un oraș-fantomă. Toate casele au fost distruse.
Una din puținele clădiri care au rămas intacte din punct de vedere structural este Moscheea din Ağdam, care este folosită ca grajd de către armeni, ducând la critici de la comunitățile turcă și azeră, care i-au comunicat Papei Benedict al XVI-lea nemulțumirea față de situația din prezent a moscheii.

## Sport
În ciuda invaziei, orașul este reprezentat de o echipă de fotbal profesionist, FK Qarabağ, care joacă în Liga I a Azerbaidjanului.
Stadionul İmarət, care a fost singurul stadion din Ağdam, a fost, de asemenea, bombardat de forțele militare armene în timpul Războiului din Nagorno-Karabah.

## Prersonalități marcante
- Allahverdi Bağırov, Erou Național al Azerbaidjanului
- Asif Məhərrəmov, Erou Național al Azerbaidjanului